# Sukhoi Su-24
El Sukhoi Su-24 (segons la codificació de l'OTAN: Fencer A/B/C/DE/F) és un avió d'atac supersònic i tot temps desenvolupat a la Unió Soviètica entre finals del 1960 i principis del 1970. Es tracta d'un avió biplaça bimotor, amb ala de geometria variable, que va incloure el primer sistema de navegació i atac digital integrat de fabricació soviètica. S'assembla a el F-111 nord-americà, encara que les seves capacitats són més semblants al Panavia Tornado europeu. Continua en servei en força àrees de països que abans pertanyien a l'àrea d'influència de la Unió Soviètica així com en altres països als quals el Su-24 va ser exportat.
En l'incident aeri entre Turquia i Rússia succeït el 24 de novembre de 2015, l'avió abatut era un Sukhoi Su-24 de la Força Aèria Russa.

## Història de la creació i producció
Inicialment, després de l'adopció del caça Sukhoi Su-7B, es va planejar crear una modificació d'un avió per a tot temps per destruir objectius petits, però el desenvolupament sobre la base del Sukhoi Su-7 amb el compliment dels requisits tàctics i tècnics era impossible., així que l'Oficina de Disseny de Sukhoi va començar a desenvolupar un avió sota el codi C-6 - amb una ala triangular, motors R21F-300 i disposició de la tripulació en tàndem.
El 1963 es va construir un model a escala real, un any més tard el projecte es va canviar al codi T-58M: una modificació del Sukhoi Su-15, el concepte de l'avió va canviar, ara, a petició del TTT, se suposava que havia de crear un bombarder a baixa altitud amb un enlairament / aterratge curt (vol supersònic a baixa altitud requerida amb la superació de la defensa aèria).
Des de 1965, la ubicació de la tripulació ha canviat, en lloc d'un tàndem, els pilots estaven situats l'un al costat de l'altre a causa dels grans volums del radar Orion, els motors eren R-27F-300, quatre RD- 36-35 addicionals. Es van instal·lar per garantir un enlairament/aterratge curt.
El 24 d'agost de 1965, l'avió va rebre el codi T-6. El 2 de juliol de 1967, el pilot de proves V.S. Ilyushin va fer el primer vol.
L'octubre de 1967 es van instal·lar AL-21F3 més potents, que van permetre desfer-se de quatre RD36-35.
El desenvolupament de la variant T-6 amb una ala de geometria variable va començar el 1967 sota el lideratge d'O. S. Samoylovich. En totes les etapes del treball, P. O. Sukhoi va participar directament en el disseny. Per primera vegada a l'URSS, van preveure la instal·lació de pilones per a la suspensió de càrregues externes a les parts mòbils de l'ala. El primer T-6-2I experimental amb una nova ala va ser aixecat a l'aire el 17 de gener de 1970 pel pilot de proves BC Ilyushin. El T-6 va rebre la designació oficial Sukhoi Su-24.
Generalment, s'accepta que a finals dels anys seixanta i principis dels setanta, el Sukhoi Su-24 soviètic va ser dissenyat amb gran consideració pel F-111 Aardvark nord-americà, encara que no es pot parlar de còpia completa. Segons Oleg Sergeevich Samoilovich, citat a les seves memòries "Al costat de Sukhoi", nombroses fotografies detallades del F-111 Aardvark, preses per ell personalment al saló aeri de Le Bourget el 1967, van ser molt útils per crear el Sukhoi Su-24.
Les proves estatals es van dur a terme des del gener de 1970 fins al juliol de 1974. El Sukhoi Su-24 es va posar en servei el 4 de febrer de 1975. Durant els vols de prova, es van produir incendis de motor de "titani", ja que diversos elements del compressor del motor estaven fets d'aliatges de titani i quan les pales del compressor es van encendre va haver-hi un esgotament ràpid de la carcassa del motor, la destrucció del motor a l'aire i l'alliberament d'una fosa ardent a l'estructura de potència de la cèl·lula. Quan es va establir la causa dels incendis de "titani", el Saturn Design Bureau va redissenyar el compressor. El pes i les dimensions del motor han augmentat una mica, però la seva fiabilitat i empenta també han augmentat significativament.
L'avió va entrar a les unitats de bombarders i aviació naval de les Forces Armades de l'URSS, després va continuar operant a les Forces Armades de RF fins al 2016, l'últim vol del Su-24 es va realitzar el 31 d'agost en un avió que pertanyia al 43è naval separat regiment d'aviació d'assalt.
Sobre la base de l'avió Sukhoi Su-24, es van crear diverses modificacions, inclosos els bombarders Sukhoi Su-24M, l'avió de reconeixement Sukhoi Su-24MR i el jammer Sukhoi Su-24MP.
El 2001, el Sukhoi Su-24M2 millorat va fer el seu primer vol. L'etapa preliminar de proves es va iniciar el 2004, l'etapa final de proves es va dur a terme el 2006. El 2007, els dos primers Sukhoi Su-24M2 van ser transferits al Centre d'Ocupació de Combat de Lipetsk. El lliurament de tots els Sukhoi Su-24M2 comandats del primer lot per a la Força Aèria Russa es va completar el desembre de 2009.

## Diseny

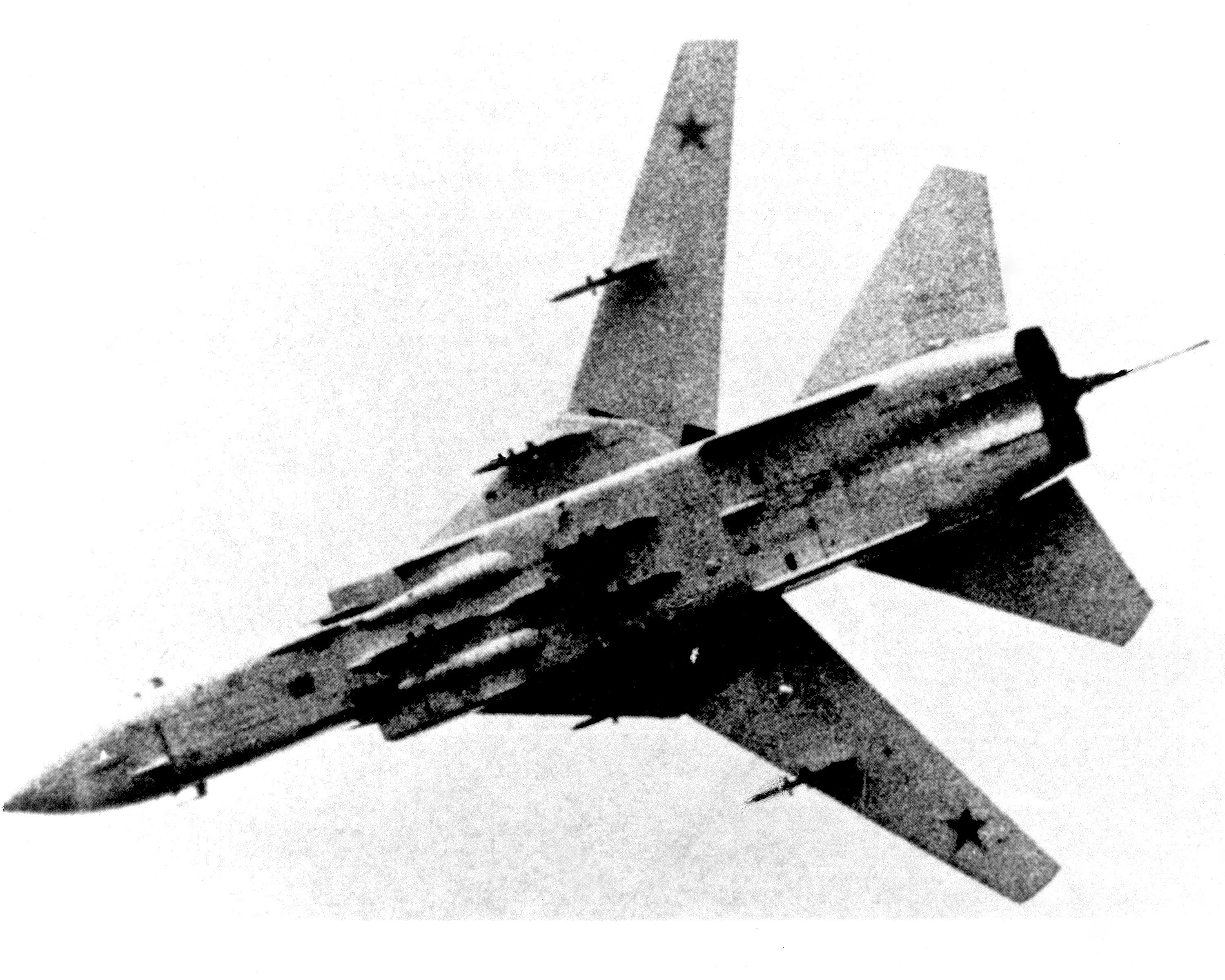
Vista inferior d'un Sukhoi su-24

L'avió és un avió bimotor d'ala alta amb ala de geometria variable. Depenent del mode de vol, les parts davanteres de l'ala (consola) es col·loquen en una de les quatre posicions: 16 ° en enlairament i aterratge, 35 ° en vol subsònic de creuer, 45 ° durant les maniobres de combat i 69 ° - quan es vol a velocitats transsòniques i supersòniques. L'avió té un tren d'aterratge retràctil de tres pals.
Buc semi monocasc, cabina doble, el pilot i el navegant estan situats un al costat de l'altre, "espatlla a espatlla", control dual. Seients ejectaves tipus K-36DM. El conjunt de potència del buc es compon de quaderna, llarguers i lligams. Consta d'una part frontal de fins a 16 bastidors: un carenat radiotransparent per a antenes del sistema d'orientació i navegació i compartiments d'equips, una cabina de la tripulació, un compartiment sota la cabina amb nínxol per al tren d'aterratge davanter, un compartiment exterior. Amb nínxol de rodes, portes per al nínxol del tren d'aterratge davanter, marquesina de cabina, inclosa una part davantera fixa i dues solapes abatibles i posteriors. Sota el carenat radiotransparent del nas, es col·loquen les antenes del radar orientat cap al futur Orion i el radar de relleu que avisa sobre una col·lisió amb obstacles naturals del sòl (RPS). Al nas del carenat, l'antena de l'hemisferi frontal del sistema d'alimentació d'antena Pion del conjunt del sistema d'enginyeria de ràdio de curt abast (RSBN), un sistema pitot-estàtic.
Les entrades d'aire del motor són laterals, planes, amb falca de frenada vertical. Després d'una sèrie d'experiments en avions en sèrie (a partir del número 21-26), van deixar d'instal·lar panells mòbils i altres elements del sistema de control de flux del conducte d'admissió d'aire, deixant només les solapes d'alimentació, el funcionament de les quals està lligat a les solapes. Sistema d'extensió/retracció. A la part posterior de les preses d'aire, entre la seva superfície inferior i els canals d'aire, hi ha compartiments d'equips.

#### Ala i plomatge
L'ala consta d'una arrel alar i parts giratòries de l'ala (PCHK). La unitat de potència de la consola rotativa és un caixó amb un conjunt de potència de quatre llargs i sis costelles. La mecanització de l'ala inclou llistons de quatre seccions, flaps de tres seccions de doble ranura (a la sèrie posterior de l'avió - de dues seccions) i espòilers. El sistema de control de la mecanització assegura primer l'extensió del llistó en un angle de 27 °, i després l'extensió de les solapes en un angle de 34 °, i en la collita, primer s'eliminen el llistó, en acabat el llistó. L'accionament de tots dos es realitza mitjançant un accionament hidràulic comú de dos canals RP-60-3 mitjançant un mecanisme de distribució.

#### Xassís i paracaigudes de frenada.
L'avió està equipat amb un tren d'aterratge tricicle amb un tren d'aterratge frontal i dos principals.
El sistema de frenada amb paracaigudes PTK-6 consta d'un contenidor rodó amb dues solapes, dos d'escapament i dos paracaigudes cruciformes principals, tancaments d'alliberament i alliberament. Inicialment, el contenidor estava situat a la part superior del buc, a partir de l'avió núm. 15-28 es va moure sota el timó. Els paracaigudes de fre s'utilitzen regularment durant cada aterratge de l'avió.

#### El sistema de combustible
Consta de tres compartiments de dipòsits interns del buc (el segon dipòsit és un consumible) i té una capacitat d'11.860 litres (en avions fins al número 8-11 - 11.200 litres). El combustible està sota una pressió excessiva de 0,2 kgf/cm³ (20 kPa) proporcionada pel sistema de drenatge i pressurització. També és possible penjar de tres tancs de combustible extern.

#### Coloració d'avions
Gairebé tots els avions de combat a l'URSS van rebre un color gris clar a la part superior i als costats, la superfície inferior del buc i els avions es van pintar de blanc (l'anomenat antinuclear, protegint la superfície d'un flaix de llum). Subministrat a l'estranger a petició del client podria tenir un color de camuflatge diferent.
Tanmateix, una característica de tots els Sukhoi Su-24 és el ventre crònicament brut del buc, especialment a la zona del motor. A la zona del costat esquerre de la cabina es dibuixa un emblema: el logotip del fabricant. També als regiments armats amb el Sukhoi Su-24 es practicaven àmpliament tota mena de dibuixos i emblemes aplicats al buc, l'anomenada "pintura lateral".

## Historial operatiu
A la guerra afgano-soviètica, els Sukhoi Su-24 soviètics es van utilitzar de manera limitada. Van participar en treballs de combat només durant l'operació Panjshir de 1984 i per cobrir la retirada de les tropes soviètiques el 1988-1989. No hi va haver pèrdues de combat.
Els Sukhoi Su-24 de la Força Aèria iraquiana no van fer sortides de combat durant la guerra del golf Pèrsic i van ser traslladats a l'Iran, que es va apropiar d'aquests avions després del final de la guerra.
Els avions heretats per l'Azerbaidjan van ser utilitzats en una mesura limitada durant la guerra de l'Alt Karabakh. Per diverses raons, es van perdre 4 avions.
Els Sukhoi Su-24 de la Força Aèria Russa es van utilitzar durant en la primera i seguna guerres txetxenes; es van utilitzar principalment per a l'ús d'armes guiades d'alta precisió. En total, tres Sukhoi Su-24 van ser abatuts o estavellats al nord del Caucas, tres més cremats a l'aeròdrom en preparació d'una sortida.
Els sukhoi Su-24 de la Força Aèria Russa van ser utilitzats el 2008 durant la guerra d'Ossètia del Sud. Els informes oficials russos de pèrdues de Su-24 no van ser esmentats, però, alguns experts van assenyalar la pèrdua de dos avions. El 2012, el tinent coronel Vladimir Bogodukhov, que va rebre el títol d'Heroi de Rússia per sortides a Ossètia del Sud, va dir en una entrevista al diari Arguments and Facts que durant la primera guerra el Su-24 va ser abatut per un míssil antiaeri, la tripulació de l'avió es va expulsar i va aterrar a la ubicació de les tropes russes. El coronel Igor Rzhavitin, que va morir en una sortida en un Su-24, va rebre pòstumament el títol d'Heroi de Rússia.
Un Su-24 libi va ser abatut pel foc rebel durant la Guerra Civil Líbia de 2011.
Els Su-24 de la Força Aèria d'Ucraïna el 2014 es van utilitzar durant el conflicte a l'est del país. Segons dades d'Ucraïna, a partir del 4 d'octubre de 2014, dos Su-24M van ser abatuts des del terra, i un Su-24 es va perdre a conseqüència d'una fallada de l'equip.
Utilitzat per la força aèria siriana a la guerra civil. El 23 de setembre de 2014, un míssil Patriot sobre Síria va enderrocar un Su-24 que, sense voler, es va introduir a 800 metres de l'espai aeri israelià. Un pilot va morir, l'altre va sobreviure.
L'1 de març de 2020, avions turcs van violar l'espai aeri sirià i sobre el seu territori van interceptar i atacar diversos bombarders sirians Su-24 que participaven en l'operació antiterrorista a la província siriana d'Idlib. Un dels bombarders va ser abatut per un míssil, un altre Su-24 també va rebre un impacte amb míssils, però l'avió es va mantenir controlable i va tornar amb èxit al camp d'aviació. Els pilots del bombarder abatut coronel Hossam Saleh i el navegant del coronel Khaldun Hussein Mubarak van ser rescatats.
Des del 30 de setembre de 2015, 12 Su-24M han estat utilitzats per la Força Aèria Russa a Síria per lluitar contra l'organització terrorista Estat Islàmic i bombardejar l'oposició siriana durant la missió russa durant l'operació militar russa a Síria. Van fer gairebé la meitat de les sortides.
El 24 de novembre de 2015, el Su-24M va ser abatut per un caça turc F-16 prop de la frontera sírio-turca. Els dos pilots es van expulsar, però un d'ells va morir mentre anava en paracaigudes.
El 10 d'octubre de 2017 es va produir un segon accident a Síria: un bombarder es va estavellar mentre enlairava de l'aeròdrom de Khmeimim; la tripulació va morir. El Ministeri de Defensa va citar un mal funcionament tècnic com a causa de l'accident.
Va ser usat durant la invasió russa d'Ucraïna tant per la Força Aèria Ucraïnesa com per les Forces Aeroespacials Russes. A principis de setembre de 2022, almenys 11 Su-24 ucraïnesos es van perdre durant la invasió. Almenys 7 Su-24 russos van ser destruïts en explosions a l'aeròdrom de Saki.

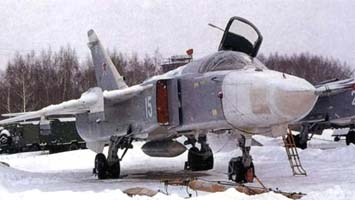
Un Sukhoi Su-24MP

## Modificacions
- Su-24: Modificació bàsica.
- Su-24M: Modificació millorada, el seu primer vol va ser en el 1976.[22]
  - Su-24MK Versió d'exportació del Sukhoi Su-24M, el seu primer vol va ser en el 1987.[23]
  - Su-24MP: Jammer (bloqueja diversos tipus de senyals de comunicació), el seu primer vol va ser en el 1979.[24]
  - Su-24MR: Avió de reconeixement, el seu primer vol va ser en el 1980.[25]
- S-24M2: Segona modificació millorada, el seu primer vol va ser en el 2001.[26]

## En servei

Països on estan operant l'avió en color blau i els països on l'han retirat en color vermell

#### Actualment entà en servei
- Rússia: 111 Su-24M/M2 i 62 Su-24MR a partir de 2021[27]
- Ucraïna: 14 SU-24M i 9 SU-24MR a partir del 2022[28]
- Azerbaidjan: 2 Su-24M a partir de 2022 (presumiblement no preparat per al combat)[28]
- Algèria: 33 Su-24M / Su-24MK i 3 Su-24MR, a partir de 2022[27]
- Iran: 29 Su-24MK a partir de 2022[27]
- Síria: uns 10 Su-24MK a partir del 2022[28]
- Sudan: 6 Su-24M/MR a partir de 2022[28]
- Uzbekistan: 4 SU-24 a partir del 202[27]

#### Retirat
- Angola: va ser retirat en el 2017

- Iraq: alguns van ser destruïts durant la guerra de 1991, la resta van volar a l'Iran.

- Belarús: 23 Su-24M i 12 Su-24MR, a partir de 2010. Retirada del servei l'any 2012.[29]
- Uzbekistan: 23 Su-24 i 11 Su-24MR, a partir del 2015 No en servei el 2017.
- Kazakhstan: 25 Su-24/Su-24M a partir del 2015 No en servei el 2017.
- Líbia: 6 Su-24MK, a partir de 2010. Destruït durant la Guerra Civil Líbia.

## Característiques

### Especificacions
- Tripulació: 2 persones

- Alçada: 6,19 m
- Envergadura:
  - En posició recte: 17,64 m
  - En posició en fletxa: 10,37 m
- Pes:
  - buit: 21.200 Kg
  - Pes brut: 22.300 Kg
  - Pes màxim en l'enlairament: 39.700 Kg
  - Combustible: 9.8000 kg
- Motor: 2 × motor Turbina de gas AL-21 F-z
  - Empenyiment:
    - màxim sense cremar : 2 x 7800 kgf
    - postcremador: 2 x 11200 kgf
- Sobrecarrega: +6,5 G

### Rendimient
- Velocitat màxima: 1.400 km a gran altitud.
- Velocitat màxima: March 1,6
- Sostre: 11.000 m

### Armament
- Canó: metralladora de 30 mm GSh-6- 23
- Armament suspés:
  - AAM 2 R-60
  - ASM
    - 4 Kh-25ML/MR o Kh-23
    - 3 Kh-29L/T o Kh-59
    - 2 Kh 35
    - 2 Kh 58

  - Bombes de caiguda lliure de 3 de 1500 kg, 8 de 800 kg, 16 de 250 kg, 32 de 100 kg
  - Míssil aeri no controlable 192 (6 × 32) × 57 mm S-5/120 (6 × 20) × 80 mm S-8/30 (6 × 5) × 122 mm S-13/4 × 240 mm S-24/6 × 266 mm S-25